# Altoona (Iowa)
Altoona – miasto w Stanach Zjednoczonych, w stanie Iowa, w hrabstwie Polk.

## Demografia
W 2000 roku liczyło 10 345 mieszkańców. W 2023 roku liczba mieszkańców wzrosła do 21 698 osób, a gęstość zaludnienia przekroczyła 716 osób/km². Na przestrzeni niespełna ćwierćwiecza zaludnienie miasta Altoona zwiększyło się prawie 2,1-krotnie.